# Baron Rathcreedan
Baron Rathcreedan, of Bellehatch Park in the County of Oxford, ist ein erblicher britischer Adelstitel in der Peerage of the United Kingdom.
Familiensitz der Barone ist Stoke Common House in Purton Stoke bei Swindon in Wiltshire.

## Verleihung
Der Titel wurde am 27. Januar 1916 für den liberalen Unterhausabgeordneten Cecil Norton geschaffen.
Heutiger Titelinhaber ist seit 1990 dessen Enkel Christopher Norton als 3. Baron.

## Liste der Barone Rathcreedan (1916)
- Cecil Norton, 1. Baron Rathcreedan (1850–1930)
- Charles Norton, 2. Baron Rathcreedan (1905–1990)
- Christopher Norton, 3. Baron Rathcreedan (* 1949)

Voraussichtlicher Titelerbe (Heir Presumptive) ist der jüngere Bruder des aktuellen Titelinhabers, Hon. Adam Norton (* 1952).